# Augustin Potier
Pour les articles homonymes, voir Famille Potier, Potier et Blancmesnil.

Augustin Potier ou Potier de Blancmesnil, mort en juin 1650), est un homme d'Église et homme d'État français, évêque de Beauvais et aumônier de la reine Anne d'Autriche.

## Biographie
Il est le fils de Nicolas III Potier de Blancmesnil.
Évêque-comte de Beauvais, il succède à son oncle en 1616 et reste jusqu'à sa mort aumônier de la reine.
Selon Retz : "Plus idiot que tous les idiots de votre connaissance", une "bête mitrée". Éphémère premier ministre de la régence, il aurait selon Retz "demandé aux Hollandais de se convertir à la religion catholique s'ils voulaient rester dans l'alliance de la France. La reine eut honte de cette momerie de ministère." Selon La Rochefoucauld, il fut "le seul des serviteurs de la Reine que le cardinal de Richelieu n'avait pas jugé digne d'en être éloigné."
La reine ne tarde pas à mesurer les capacités de son aumônier et l'écarte. Il revient dans son diocèse où il demeure jusqu'à sa mort, au château de Bresles en juin 1650. Il avait été sacré à Rome, le 17 septembre 1617,  il avait donné sa démission du siège de Beauvais peu avant sa mort. Il avait été ami de Vincent de Paul ; à la fin de sa vie, il fut proche des jansénistes.